# Probsteierhagen
Probsteierhagen est une commune allemande du Schleswig-Holstein, située dans l'arrondissement de Plön, entre Kiel et Schönberg (Holstein). Probsteierhagen fait partie de l'Amt Probstei qui regroupe 20 communes situées dans la région du même nom.

## Personnalités liées à la ville
- Eckhard Dagge (1948-2006), boxeur né à Probsteierhagen.

## Jumelage
- Dabel (Allemagne) depuis le 3 octobre 1991